# وليام هاسب
وليام هاسب (بالإنجليزية: William Ragsdale)‏ هو ممثل أمريكي، ولد في 19 يناير 1961 في الولايات المتحدة.

## وصلات خارجية
- وليام هاسب على موقع IMDb (الإنجليزية)
- وليام هاسب على موقع قاعدة بيانات برودواي على الإنترنت (الإنجليزية)
- وليام هاسب على موقع إن إن دي بي (الإنجليزية)
- وليام هاسب على موقع قاعدة بيانات الفيلم (الإنجليزية)